# Udvardya elegans
Udvardya elegans là một loài nhện trong họ Salticidae, đặc hữu New Guinea.
Loài này thuộc chi Udvardya. Udvardya elegans được Szombathy miêu tả năm 1915.